# GATV 10
GATV 10 (ang. Gemini Agena Target Vehicle 10) – amerykański sztuczny satelita stanowiący zdalny cel dokowania dla załogowej misji Gemini 10. Drugi z serii statków typu Agena Target Vehicle. Wyniesiony na orbitę w lipcu 1966 roku.

## Budowa i działanie
W ramach prac nad programem Apollo, jednym z priorytetów stało się opracowanie skutecznych metod zbliżania się do siebie i dokowania dwóch statków na orbicie okołoziemskiej . GATV 10 został zbudowany w oparciu o zmodyfikowany stopień rakietowy Agena D. Do górnej części stopnia rakietowego zamontowano port dokujący, do którego na orbicie miał przycumować statek Gemini 10 . W przedniej części poza portem dokującym, znajdowały się także anteny systemów łączności, które zapewniały łączność z naziemnym centrum sterowania lotów a także zbliżającym się statkiem załogowym. W tylnej części satelity znajdowały się główne i pomocnicze systemy napędowe .

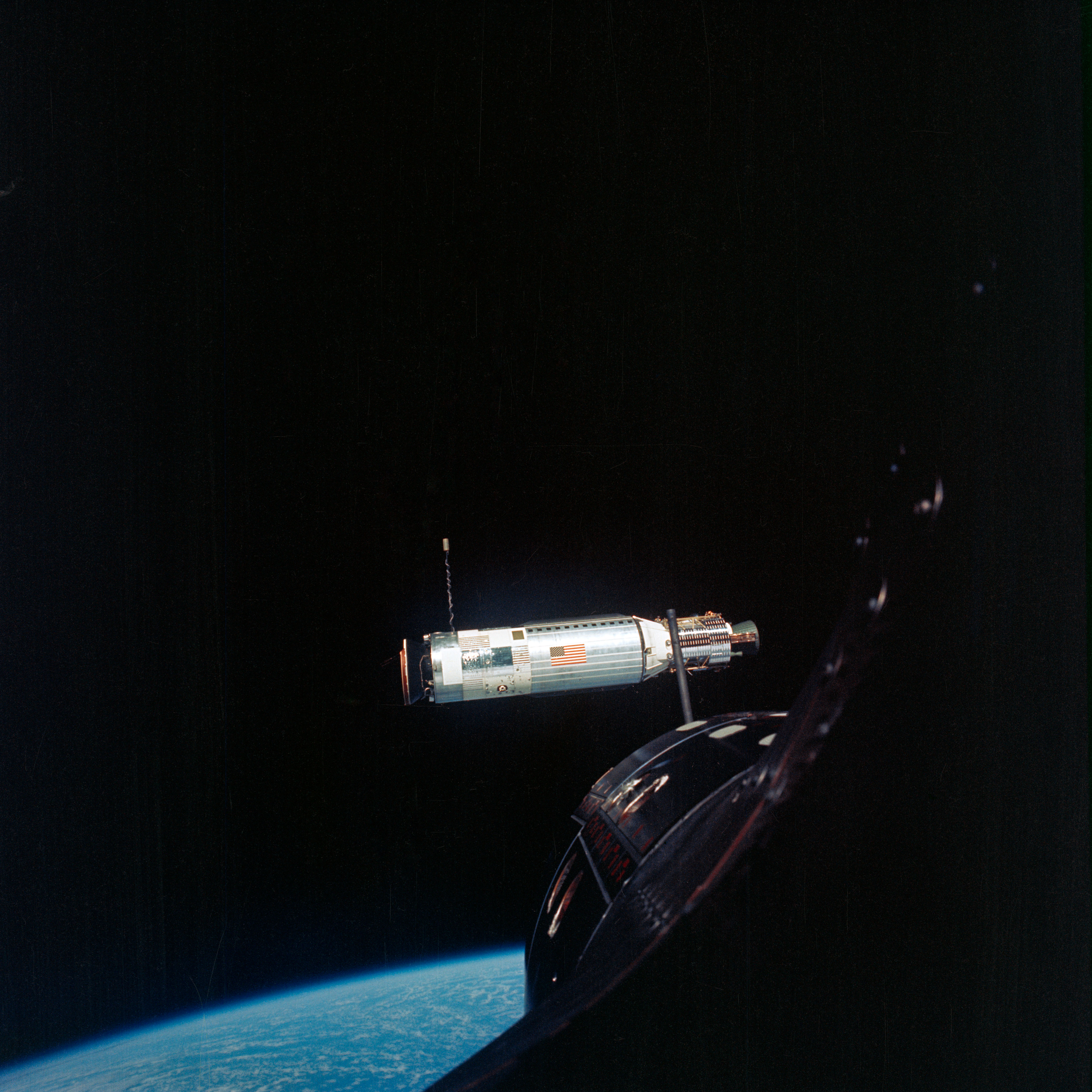
GATV 10 widziany z pokładu statku Gemini 10.

## Misja
Misja rozpoczęła się 18 lipca 1966 roku, kiedy rakieta Atlas SLV-3 Agena D wyniosła z kosmodromu Cape Canaveral Air Force Station satelitę GATV 10 na niską orbitę okołoziemską . Po znalezieniu się na orbicie satelita otrzymał oznaczenie COSPAR 1966-065A . 
Start nastąpił 100 minut przed wystrzeleniem na orbitę statku Gemini 10. Po około 7,5 godzinach nastąpiło zbliżenie się obu statków na orbicie a następnie dokowania. Ponieważ Gemini 10 przy zbliżaniu się do celu zużył 60% swojego paliwa, po połączeniu, kolejne manewry były wykonywane przy pomocy silników i zapasu paliwa GATV 10. Maksymalna orbita na której znalazły się oba statki to w perygeum 293 km i apogeum 763 km. Statki rozłączyły się 20 lipca 1966 roku. W celu sprawdzenia zachowania się satelity na wyższej orbicie, pozostały zapas paliwa wykorzystano do podniesienia orbity do 386 km w perygeum i 1390 km w apogeum . 
Po zakończonej sukcesem misji GATV 10 spłonął w górnych warstwach atmosfery 29 grudnia 1966 roku .